# Derris scabricaulis
Derris scabricaulis là một loài thực vật có hoa trong họ Đậu. Loài này được (Franch.) Gagnep. miêu tả khoa học đầu tiên.